# 員林鐵路穀倉
23°57′47.1″N 120°34′10.4″E / 23.963083°N 120.569556°E
員林鐵路穀倉，又稱員林立庫，是臺灣歷史建築，位於彰化縣員林市，為戰後時期鐵路建物代表之一，於民國92年（2003年）6月10日公告為歷史建築。現規劃為員林國際萬花筒藝術館使用。由於臺灣僅存二座鐵路穀倉，除雲林縣斗南穀倉之外，另一座只能在員林鐵路穀倉見到。

## 歷史
民國60年代（1970年代），臺灣進出口貿易蓬勃發展，正值經濟起步。為有效疏解港口之壅塞以配合政府穀物散裝運輸的一貫作業，在臺灣區糧食發展基金會資金贊助下，購進現代化儲穀設備，並提供革新貨運服務，於民國63年（1974年）12月10日在彰化縣員林鎮惠農段土地動工興建穀倉，民國65年（1976年）9月23日完工、同年啟用營運，工程耗資新臺幣2,700萬元，可有效提升穀物儲運，為臺灣鐵路管理局貨運服務總所的儲運機構。
隨著中山高速公路通車之後，為有效控制運輸成本，民間食品加工業紛紛自行進口原物料，並自行設倉裝穀，改由公路運輸取代鐵路運輸；導致員林鐵路穀倉僅營運7年後，於民國72年（1983年）便停止營運。歷經多年閒置無用之下，彰化縣民保存在地文化的意識抬頭，彰化縣千高台文化協會發起保存員林鐵路穀倉及提出活化再利用計畫，因其建築形制與空間均為特殊而獲得行政院文化建設委員會（今中華民國文化部）認可保存，於民國92年（2003年）6月10日登錄為歷史建築；現由彰化縣文化局文化資產科主管，管理者為臺灣鐵路管理局。
千高台文化協會向行政院文化建設委員會提出《新故鄉計畫》申請，獲得94年度的補助後，將員林鐵路穀倉改建成文化藝術的展示空間，並邀請藝術家舉辦一系列的展覽活動，前來的民眾進行解說。民國95年（2006年），千高台文化協會即將屆滿3年的期限認養，時任員林鎮鎮長吳宗憲則有意接手認養。

## 諸元
員林鐵路穀倉位於彰化縣員林市靜修路50號，其登錄土地位於員林市惠農段地號303號，即員林車站北方、靜修路平交道附近。其中被劃為保存區的面積2905平方公尺，為公有地。其建物為臺灣鐵路管理局貨運服務總所擁有，建物地坪面積189坪，總樓層地板面積756坪，與斗南穀倉並存，是為臺灣唯二的鐵路穀倉。
員林鐵路穀倉座東向西，全長58公尺，寬12.8公尺。其外觀呈10座混凝土建造的儲穀建築物，高34.3公尺，約8層樓高；每座主倉內徑6公尺，為兩兩成對的圓柱狀主倉，共18座。每4座主倉會有一座副倉，共8座。每座主倉容量可裝載120噸穀物，合計10,500噸。
員林鐵路穀倉二樓是電腦控制室以及度量漏斗的機構。從進倉到出倉的作業分別是由北側的進倉設備進行，再由南側出倉設備進行。北側設有進倉提運機、集塵器、進倉貯料槽、進倉自動計量器，然後藉頂樓的進倉閘門，由輸穀管線通向26座主倉與副倉，其進出度量與溫度控制全仰賴穀倉溫度指示制卸盤。在每一頂樓之間彼此相通，並設有七扇門窗，其餘主副倉樓層全為密閉空間。出倉則藉南側的出口進行，設有出倉提運機以及控制出倉的計量器，同時散裝與袋裝由此分工，因此分成散裝儲料槽與袋裝儲料槽。為避免穀物屯積過久導致發霉或過熱，倉內設有機械化翻倉機構定期翻攪穀物。

## 延伸閱讀
- 李豐旗. . 台灣大百科全書. 行政院文化部. （原始内容存档于2019-06-09） （中文（臺灣））.

- 陳仕賢. . 彰化縣彰化市: 彰化縣文化局. 2006年11月. ISBN 978-986-00-7483-3.

## 外部連結
- . 運務段/車站專區 員林車站. 臺灣鐵路管理局. （原始内容存档于2013-11-02） （中文（臺灣））.